# Pattonsburg (Missouri)
Pattonsburg est une ville du comté de Daviess, dans le Missouri, aux États-Unis,. Située au nord-ouest du comté, elle est incorporée en 1906.

## Démographie
Lors du recensement de 2010, la ville comptait une population de 348 habitants. Elle est estimée, en 2016, à 343 habitants.

## Source de la traduction
- (en) Cet article est partiellement ou en totalité issu de l’article de Wikipédia en anglais intitulé « Pattonsburg, Missouri » (voir la liste des auteurs).